# نوریهیسا شیمیزو
نوریهیسا شیمیزو (انگلیسی: Norihisa Shimizu؛ زادهٔ ۴ اکتبر ۱۹۷۶) بازیکن فوتبال اهل ژاپن است.
از باشگاه‌هایی که در آن بازی کرده‌است می‌توان به باشگاه فوتبال یوکوهاما مارینوس، باشگاه فوتبال جوبیلو ایواتا، باشگاه فوتبال آویسپا فوکوئوکا، و باشگاه فوتبال کونسادول ساپورو اشاره کرد.